# Heidi Manthey
Heidi Manthey (* 24. März 1929 in Leipzig) ist eine deutsche Keramikerin und Malerin.
Ihr Werk umfasst im Wesentlichen Fayence- und Porzellanunikate, daneben seit 1976 einige Form – und Dekorentwürfe für die Serienproduktion der HB-Werkstätten für Keramik in Marwitz. Die Wiederbelebung der künstlerischen Fayencemalerei und die Fortentwicklung von Gefäßformen aus Renaissance und Barock in eine moderne Formensprache sind kennzeichnend für ihr Lebenswerk: „Manthey führt die Tradition einer feinen, verdichteten Fayencemalerei (ihr Lehrer war Charles Crodel) auf ihren in sehr eigener Weise historisierenden Gefäßformen fort.“

## Leben
Heidi Manthey studierte von 1946 bis 1949 „Dekorative Malerei“ bei Walter Münze an der Kunstgewerbeschule sowie Malerei und Grafik bei Max Schwimmer an der Hochschule für Grafik und Buchkunst in Leipzig. Danach absolvierte sie bis 1952 ein Studium in der Keramikklasse an der Burg Giebichenstein Kunsthochschule Halle bei Erika Gravenstein und Charles Crodel, Abschluss mit Töpferlehre und Gesellenprüfung.
Ihr Lehrer Crodel empfahl sie an die befreundete Hedwig Bollhagen und deren 1934 gegründete HB-Werkstätten für Keramik im brandenburgischen Marwitz bei Velten, nordöstlich von Berlin, zu deren bedeutendsten künstlerischen Mitarbeitern er selbst schon seit der zweiten Hälfte der 1930er Jahre zählte.
1956 wurde Heidi Manthey freie Mitarbeiterin der HB-Werkstätten, gefördert durch Hedwig Bollhagen, die ihr sehr freie Arbeitsmöglichkeiten in der Manufaktur gab und ihr auch Aufträge vermittelte. Einige Entwürfe schuf sie für die Serienproduktion der HB-Werkstätten für Keramik.
Von 1975 bis 1980 hatte Heidi Manthey einen Lehrauftrag für Keramik-Dekor an der Kunsthochschule Berlin-Weißensee und von 1980 bis 1997 einen Lehrauftrag für Keramik-Dekor an der Burg Giebichenstein Kunsthochschule in Halle (Saale). Nach dem Tod Hedwig Bollhagens wurde Heidi Manthey 2001 künstlerische Leiterin der HB-Werkstätten für Keramik. Seit ihrem Ruhestand lebt sie weiter in Marwitz.

## Werk

### Gefäßkeramik und figürliche Keramik
Der Weg von der Aneignung fremder Gefäße zu eigenen Formen ging einher mit der Entwicklung ihrer Malerei. Inspiriert von der schwarzfigurigen griechischen Vasenmalerei dekorierte Heidi Manthey zunächst Serienstücke der HB-Produktion mit schwarzer Engobe und sgraffitoartiger Ritzzeichnung.
In den 1960er Jahren fand Heidi Manthey zur kobaltblauen Scharffeuermalerei auf Fayence. Einen Höhepunkt erreichte ihre fein modulierende Blaumalerei 1972 in einer großen Fayence-Skulptur mit Sagengestalten der Antike – die Sirenen in ihrer boshaften Schönheit werden zur Konstante ihrer Figurenwelt – für das damalige Interhotel Karl-Marx-Stadt, heute Dorint Kongresshotel in Chemnitz. Neben den Sirenen werden figürliche Elemente an Gefäßen wie Eidechsenhenkel bestimmend für ihre Gefäßgestaltungen von Vasen und Tafelaufsätzen. In Einzelfiguren und Dekoren stellte Heidi Manthey mit Vorliebe Motive aus Ovids Metamorphosen dar – Apoll und Daphne, Aktäon etc. Seit circa 1973–1975 erweiterte Heidi Manthey ihre Farbpalette um Mangan, Grün und tiefes Gelb auf weißer Fayenceglasur. Im Rahmen eines Auftrags der Staatl. Schlösser und Gärten Potsdam-Sanssouci für die Konsolen der Langhans-Orangerie im Neuen Garten entwickelte Heidi Manthey schließlich ihre charakteristische „Manthey-blaue“ Glasur, womit sie besonders effektvolle Farbwirkungen erzielen konnte, ganz in der Tradition der prachtvollen italienischen Renaissance-Majoliken und niederländischen Fayencen mit blau eingefärbtem „Berretino“-Fond sowie der deutschen Barock-Fayencen mit sogenannter kleisterblauer Glasur.
1980–1988 realisierte sie ein 19 Objekte umfassendes Gefäßensemble für das große Prunkbuffet in den Neuen Kammern von Potsdam-Sanssouci. Damit hatte sich die Schlösserverwaltung für eine zeitgemäße individuell-künstlerische Gestaltung statt für historistischen Ersatz der kriegsbedingt verlorenen Original-Porzellane entschieden: Einer der kühnsten Aufträge für moderne Kunst im historischen Umfeld, der in der DDR je durchgesetzt wurde und zeitlose Gültigkeit erlangte.
Die Krönung ihres experimentellen Voranschreitens in Form- und Farbgestaltung – gemäß dem Crodelschen Prinzip ständigen „Ausprobierens“- sieht Heidi Manthey selbst in der Malerei auf Porzellan, die sie bei einem Werksaufenthalt in der Staatlichen Porzellanmanufaktur Meissen begann. 1999 arbeitete sie wiederum mit der Porzellanmanufaktur aufgrund des 125. Geburtstages von Max Adolf Pfeiffer zusammen. Kooperationen mit der KPM Berlin und der Staatlichen Porzellanmanufaktur Meissen und die Erreichbarkeit chinesischer Porzellan-Massenware gaben Heidi Manthey weitere Impulse.
Im Auftrag des Staatlichen Kunsthandels entstanden ab 1976 erste Form- und Dekorentwürfe für die Serienproduktion der HB-Werkstätten. Hierzu gehört eine Reihe von Wandtellern mit phantasievollen schwarzgrünen Hundedekoren (1977) sowie ein Saftservice mit Kanne und Fußbecher, das sie mit zartfarbigen floralen Dekoren versah (1977–1981).
Nach 1989 wurde ihre Keramikkunst vielfach in Westdeutschland ausgestellt und gesammelt.

#### Werkbeispiele
- Teller (Bemalung der Arbeit Hedwig Bollhagens; Steingut, 1960er Jahre; Museum Schloss Bernburg)[2]
- Fußschale (Bemalung der Arbeit Hedwig Bollhagens; Steingut, blaue Unterglasurbemalung, 1960er Jahre; Museum Schloss Bernburg)[3]
- Christgeburt (Krippenfiguren, 1964)[4]
- Nereide, Sirene und Aktäon (drei Figuren, 1967)[5]
- Fußschale (1972)[6]
- Vase (1981)[7]
- Fußschale (1983)[8]

### Baukeramik
Die ersten baukeramischen Objekte Heidi Mantheys entstanden in Zusammenarbeit mit Waldemar Grzimek, der schon seit 1951 zu den freien künstlerischen Mitarbeitern Hedwig Bollhagens und ihrer HB-Werkstätten zählte: 1957 entstand ein 48 m langer, figürlicher Fliesenfries für das Partei- und Verlagshaus der NDPD in Berlin (Friedrichstraße), 1960 keramische Wandgestaltungen im Agrobiologischen Institut der Universitär Greifswald. Um 1959–1963 folgten eigenständige Putzkeramiken mit Vögeln für die Waldsiedlung der SED in Wandlitz. Zu den Hauptwerken in Heidi Mantheys baukeramischem Schaffen zählt das 1964 ausgeführte Ensemble von insgesamt 12 blau bemalten Fayence-Fliesenbildern mit mythologischen Szenen aus der Odyssee, das sie für das „Haus des Lehrers“ in Berlin-Mitte am Alexanderplatz ausführte. Diese wurden 2002 in einem Akt von Kulturbarbarei während der Umbaumaßnahmen im Auftrag der kommunalen Wohnungsbaugesellschaft Berlin-Mitte (WBM) zerstört.

## Auszeichnungen
- 1982 Kunstpreis der DDR
- 1988 Hans-Grundig-Medaille

## Ausstellungen

### Einzelausstellungen (Auswahl)
- 1970: Hedwig Bollhagen – Charles Chrodel – Heidi Manthey, Orangerie Potsdam-Sanssouci 1970

- 1972: Staatliches Museum Schloss Mosigkau, Orangerie, 1972 mit Gertraud Möhwald

- 1981/1982: Keramik – Heidi Manthey, Kloster Unser Lieben Frauen, Magdeburg
- 1985: Studio R, Mannheim 1985 mit Herbert Kitzel
- 1993: Heidi Manthey – Keramik, Muffendorfer Keramikgalerie, Bonn-Bad Godesberg
- 1999: Staatliche Galerie Moritzburg, Halle
- 2003/2004: Zeitkunstgalerie, Halle an der Saale
- 2004: …wegen der vortreflichen Mahlerey. Die Neuschöpfungen Heidi Mantheys für die Potsdamer Schlösser, SPSG Berlin-Brandenburg, Neue Kammern Potsdam-Sanssouci 2004
- 2004: Heidi Manthey zum 75., Museum für Angewandte Kunst Gera 2004
- 2004: Fayencen von Heidi Manthey, Stiftung Schloss Friedenstein Gotha Schlossmuseum, 2004
- 2004: Heidi Manthey – Gefäße und Figürliches, Stiftung KERAMION – Zentrum für moderne + historische Keramik, Frechen, 27. Februar bis 8. Mai 2005.
- 2009: Heidi Manthey – Keramik, Kreismuseum Oberhavel, Oranienburg 2009
- 2011: Heidi Manthey: Keramik, Schlossmuseum Wolfshagen, August 2011
- 2018: Galerie im Herrenhaus zu Dobis 2018 (mit Kurt Bunge)

### Ausstellungsbeteilungen (Auswahl)
- 1958 bis 1988: Dresden, alle Deutschen Kunstausstellungen bzw. Kunstausstellungen der DDR (außer 1982/1983)

- 1965: Plastik und Werkkunst, Orangerie Schloss Mosigkau 1965
- 1976: Europäische Keramik der Gegenwart, Keramion Frechen 1976
- 1986: Berlin, Ausstellungszentrum am Fernsehturm („Berliner Atelier 1986. Kunsthandwerker, Formgestalter.“)
- 1987: Zeitgenössische Keramik aus der DDR, Keramion Frechen 1987
- 1993: Wege, Triennale Kunst aus Ton, Magdeburg, Kloster Unser Lieben Frauen, 1993
- 2014: Löwenfinck – Ein Geburtstagsgeschenk, St. Annen-Museum Lübeck 2014 (mit Gudrun Gaube)
- 2018: VI Hallenser Heidi Manthey / Mareile Manthey / Babro Wiederhold / Otto Möhwald / Martin Möhwald, Zeitkunstgalerie, Halle an der Saale, 26. November–31. Dezember 2016

## Arbeiten in Sammlungen
- Kunstgewerbemuseum Berlin/Staatliche Museen zu Berlin, Berlin
- Märkisches Museum/Stiftung Stadtmuseum Berlin, Berlin
- Museum Schloss Bernburg, Bernburg
- Hotel Mercure, Chemnitz
- Kunstsammlungen der Veste Coburg
- Kunstgewerbemuseum Schloss Pillnitz Dresden
- Hetjensmuseum Düsseldorf
- Keramion Frechen
- Staatliche Galerie Moritzburg Halle (Saale)
- Grassimuseum Leipzig
- die Lübecker Museen, St. Annen-Museen, Lübeck
- Plastiksammlung und Kulturhistorisches Museum Magdeburg
- Stiftung Schlösser und Gärten Potsdam
- Schloss Glücksburg, Römhid
- Staatliches Museum Schwerin
- Künstlerhaus Schloss Wiepersdorf